# En Opstandelse (film fra 1907)
|  | For filmen af samme navn fra 1915, se En Opstandelse (film fra 1915) |
En Opstandelse er en dansk stumfilm fra 1907 produceret af Nordisk Films Kompagni og instrueret af Viggo Larsen. Filmen er en fri gengivelse af Lev Tolstojs roman Opstandelse fra 1899.

## Handling
Denne artikel mangler et handlingsreferat. Hjælp os med at skrive det.

## Medvirkende
- Viggo Larsen
- Gustav Lund